# Cro sacro
Cro sacro je naziv za hrvatsku popularnu duhovnu glazbu.
Riječ "Cro sacro" je kovanica nastala od pojmova cro (kratica za Hrvatsku) i sacro (tal. riječ za sakralno, tj. sveto), a predstavlja pokušaj pronalaska odgovarajućeg izraza za hrvatsku duhovnu glazbu nastalu pod utjecajem novijih glazbenih oblika – šansona, beat, rock, pop, jazz i slično.

## Nastanak i početci
Mladi vjernici, ohrabreni okretom crkve na Drugom vatikanskom saboru, počinju sami pisati pjesme u kojima iznose Kristu svoje probleme, želje, bunt i zahvalu. Melodije su također pisali sami po uzoru na pop i beat glazbu koju su slušali, ili su uzimali već postojeće crnačke duhovne napjeve. Pjesme su bile u duhu glazbe koju su slušali, a izvođene su obično uz gitaru. Tako nastaje jedinstvena vrsta duhovne glazbe koja je nazivana raznoliko - duhovna šansona, spiritual song, negro spiritual, beat ili sacro rock, ovisno o stilu izvođenja i uzoru nastanka. U Hrvatskoj, takva vrsta glazbe također nailazi na plodno tlo, te nastaju razne skupine mladih koji slave Gospodina na njima blizak način.
Među prvima, bili su mladi bogoslovi koji osnivaju nekoliko sastava - Žeteoci, Prijatelji, Jukić, Zora, Kristofori, a u vode duhovnih šansona uplovljava i dominikanac pater Mijo Horvat. U svim se kršćanskim centrima osnivaju skupine koje na misama izvode sličnu glazbu. Tako nastaju Quo Vadis i Jordan u Zagrebu, Orlandovi dječaci, kasnije Veritas i grupa Mala braća u Dubrovniku, te Dominik, Gospa od Zdravlja i Sperantes u Splitu. Puno svećenika prihvaća takav način slavljenja mise s mladima, uvjereni kako djeluju u duhu vremena. No jedan dio svećenika takav način pjevanja na misi ne prihvaća, smatrajući ga neprikladnim i nedostojnim.
1960-e obilježava početak Cro sacro scene. 1970-e označavaju nastojanje oko definiranja te glazbene vrste kao samostalne cjeline u sklopu crkvene duhovne i liturgijske glazbe. Potkraj sedamdesetih, na scenu stupaju nova imena, mnoga i sada aktivna - Čedo Antolić, Emilio Kutleša, fra Ivan Opačak, fra Branko Brnas, Slavko Nedić i mnogi drugi. Naime, potkraj sedamdesetih mnogi su se već umorili od upornog, neprihvaćenog i nepriznatog rada, a na njihovo mjesto dolaze novi ljudi, spremni glazbeno iskazati svoju vjeru. S takvim se stanjem ulazi u 1980-e godine, koje počinju 1979. godine nastankom Festivala duhovne šansone Zagreb; kasnije Uskrs festa. Druga značajka tog razvoja je procvat glazbeno-duhovne diskografije, posebice zaslugom zagrebačkih nakladničkih kuća Kršćanska sadašnjost i Glas Koncila.
Nakon osamostaljenja Hrvatske, demokracija je omogućila slobodno i javno očitovanje vjerskih osjećaja, a glazba je jedan od posebnih takvih oblika. Mnogi pjevači i autori pronalaze u sebi skrivenog vjernika, spominjući sve češće Boga, Isusa, Mariju ili nekog od svetaca u svojim pjesmama, što dovodi do poplava pjesama više ili manje vjerskog sadržaja. U posljednje se vrijeme ustalila praksa da se o Božiću objavi po nekoliko nosača zvuka s božićnim pjesmama. Uz te pokušaje komercijalizacije duhovnih pjesama, ima i projekata u cijelosti posvećenih duhovnoj tematici, različitih glazbeno stilskih izričaja.

## Terminološka problematika
Za takvu su vrstu glazbe (pokrenutu u Hrvatskoj početkom 1960-ih) mnogi uzalud pokušavali pronaći jedinstven naziv, ali to do dana današnjeg, nažalost, nije uspjelo. Problem je u tome što je svako od tih imena vezano uz određeni glazbeni smjer (šansona, beat, pop, rock, blues, narodna glazba, soul ...) te je stoga samo djelomice odgovaralo stvarnosti. 

### Moguća terminološka rješenja
Danas se najčešće koriste dva naziva: "Popularna duhovna glazba" koju je osmislila Tanja Baran te "Cro sacro" sa svojim izvedenicama koju je osmislio Slavko Nedić. Od pojma Cro sacro nastali su izrazi:
- Cro sacro scena - hrvatska glazbeno-duhovna scena sa svim svojim stilskim izričajima.
- Sacro ritam - emisija Hrvatskog katoličkog radija koja je posvećena hrvatskoj glazbeno-duhovnoj sceni.
- Cro sacro rock - hrvatski duhovni rock sastavi koji se za svoj glazbeni izričaj usredotočuju na rock elementima.
- Cro sacro (etiketa) – izdavačka kuća koju je pokrenuo Hrvatski katolički radio u suradnji s Croatia Recordsom s ciljem objavljivanja i predstavljanja kvalitetnih izdanja hrvatske duhovne glazbe.

## Cro sacro festivali
Što se tiče festivala, cro sacro scena je poprilično bogata budući kako postoji još desetak festivala duhovne glazbe. Glede oblika, dijele se na tri kategorije: natjecateljski, nenatjecateljski i koncertno pozivni.
Festivali natjecateljskog karaktera:
- Hosana fest (Subotica)
- Tonka fest (Ogulin)
- Uskrs fest (Zagreb) (u Hrvatskoj najstariji i još djelatni festival duhovne glazbe)

Festivali nenatjecateljskog karaktera:
- Bono fest (Vukovar)
- Festival Dobrog pastira (Varaždinska biskupija)
- Don Bosco fest (Zagreb)
- Frama fest (Sarajevo)
- Krapinafest (Krapina)
- Marija fest (Molve)
- Papafest (Solin)
- Vidfest (Rijeka)

Festivali koncertno pozivnog karaktera (bez natječaja i natjecanja):
- Cro sacro fest (studio Hrvatskog katoličkog radija, Zagreb)
- Stepinčeve note (Koprivnica)
- Hodočašće u došašće (Pakrac)
- Krist fest (Osijek) (uključuje razna događanja kao predavanja, izložbe, promocije, tribine te nastupe domaćih i inozemnih sastava).

Još postoje festivali:
- Hodočašće u došašće (Pakrac), od 1999.[1]
- Duga[2]

## Budućnost
Cro sacro scena nije neovisna glazbena tvorevina nego kompilacija bogate crkvene glazbene baštine i suvremenih glazbenih smjerova i to po izboru svakog pojedinačnog skladatelja. Stoga ne čudi tolika stilska šarolikost duhovnih pjesama - od klasike i neoklasike do šansone, zabavne glazbe, popa, jazza i rocka u svim njihovim podvarijantama, narodne glazbe, techna, dancea, itd.
Bez obzira na tu stilsku raznolikost, Cro sacro scena, odnosno, popularna duhovna glazba ostaje jedinstven pokret vezan uz vjeru i ljubav prema Bogu, crpeći nadahnuće nepresušne bogate tradicije crkvene glazbe. Naime, glazbena raznolikost potječe od toga što skladatelji duhovne glazbe svoju vjeru izražavaju kroz njima najbliži i najprihvatljiviji glazbeni pravac, stvarajući tako skladno jedinstvo (vjere i poruke) u (glazbenoj) raznolikosti.

## Poznati izvođači
Žeteoci, Jukić, Milovan, Runolist, Kyrios, Karizma, Kefa, Veritas, Dominik, 5 D, Emanuel, Makovci, Mladi Mala braća, Zbor Gospe od zdravlja, fra Šito Ćorić, Ujaci, Electro spiritus, Fides, Luka Balvan, Željka Marinović, fra Ivan Matić, Adonai, Psalmi, Sinaj, Zvonko Palić, Kristina, Božja slava bend, Sve boje ljubavi, Kerigma, The Seekers i drugi.

## Vanjske poveznice
- Popularna duhovna glazba u Hrvatskoj  Arhivirana inačica izvorne stranice od 12. veljače 2010. (Wayback Machine)